# Matteo Sacco
Matteo Sacco (Genova, 27 giugno 1986) è un ex pallanuotista, giornalista, commentatore sportivo e scrittore italiano.

## Pallanuoto

### Caratteristiche Tecniche
Giocatore duttile, forte e pesante marcatore del centro boa dotato di un tiro preciso e potente.

### Carriera
Inizia tra le file della Rari Nantes Bogliasco, con la quale a tredici anni, nel 1999, vince il campionato regionale esordienti. 
Continua a Bogliasco, a quindici anni esordisce contro la Rari Nantes Savona in Serie A1. Dal 2001 gioca con continuità, raggiungendo una salvezza con la Rari Nantes Bogliasco. Sigla 20 marcature in due stagioni.
Nel 2004 e nel 2005, con la squadra Juniores della Rari Nantes Bogliasco vince due scudetti Juniores. Nel 2006, decide di lasciare la piscina di Bogliasco, prestando servizio nel Lavagna'90. La squadra giunge terza nel Campionato Nazionale di Serie B con 22 reti. 
Nel 2007, poi, è la volta dell'Us Nuoto Vallescrivia, dove Paolo Venturelli lo trasforma definitivamente in marcatore del centro boa. In quell'anno la compagine di Ronco Scrivia giunge seconda nel Campionato Nazionale di Serie A2, perdendo in finale play-off contro la Lazio Nuoto al Foro Italico. Durante la stagione 2007 - 2008 segna 25 marcature. 
Nel 2008 passa alla Chiavari Nuoto con la quale segna 50 gol in Serie A1. Nel 2009 torna a essere un giocatore della Rari Nantes Bogliasco.
Nella stagione 2009 - 2010 passa alla Chiavari Nuoto. Gioca 22 partite e segna 19 gol. Nella stagione 2010 - 2011 è in forza alla Rari Nantes Imperia. 
Durante la militanza nella Rari Nantes Imperia si laurea in Scienze Internazionali e Diplomatiche il 26 ottobre 2010 presso l'Università di Genova.
È quindi Piero Ivaldi a portarlo nella Rari Nantes Sori. Ma non inizia neanche la preparazione e, in accordo con la società granata, interrompe il rapporto per sospendere la carriera pallanuotistica da professionista e dedicarsi al giornalismo e al commento sportivo.
Dopo dodici mesi di stop riprende ad allenarsi e a giocare alla corte di Alberto Lefosse, tra le file della Crocera Stadium del presidente Andrea Biondi. 
E in quello stesso anno non solo raggiunge - da capitano -, insieme ai nero arancione di Sampierdarena, lo storico traguardo dei play off per la promozione in A2, ma vince anche la classifica marcatori della Serie B girone 1 con 57 gol in 16 partite. 
L'anno successivo scende in vasca, sempre con la calotta nero arancione della Crocera Stadium solamente per 4 volte siglando 9 reti; appende la calottina al chiodo il 21 giugno 2014, all'età di 28 anni, dopo aver scelto la strada lavorativa abbandonando quella sportiva.
Vanta 72 presenze e 58 gol nelle Nazionali giovanili più 10 convocazioni (4 reti) in Nazionale maggiore con Paolo Malara Commissario Tecnico.

## Statistiche

### Presenze e reti nei club
Statistiche aggiornate al 20 ottobre 2011.
| Stagione         | Squadra          | Campionato       | Campionato | Campionato | Coppe nazionali | Coppe nazionali | Coppe nazionali | Coppe continentali | Coppe continentali | Coppe continentali | Totale | Totale |
| Stagione         | Squadra          | Comp             | Pres       | Reti       | Comp            | Pres            | Reti            | Comp               | Pres               | Reti               | Pres   | Reti   |
| ---------------- | ---------------- | ---------------- | ---------- | ---------- | --------------- | --------------- | --------------- | ------------------ | ------------------ | ------------------ | ------ | ------ |
| 2002-2003        | Bogliasco        | A1               | ?          | 1          |                 | -               | -               |                    | -                  | -                  | ?      | 1      |
| 2003-2004        | Bogliasco        | A1               | ?          | 9          |                 | -               | -               |                    | -                  | -                  | ?      | 9      |
| 2004-2005        | Bogliasco        | A1               | ?          | 11         |                 | -               | -               |                    | -                  | -                  | ?      | 11     |
| 2005-2006        | Lavagna'90       | B                | ?          | 22         |                 | -               | -               |                    | -                  | -                  | ?      | 22     |
| 2006-2007        | Vallescrivia     | A2               | ?          | 25         | -               | -               |                 | -                  | -                  | ?                  | 25     |        |
| 2007-2008        | Chiavari         | A1               | ?          | 50         |                 | -               | -               |                    | -                  | -                  | ?      | 50     |
| 2008-2009        | Bogliasco        | A1               | ?          | 6          |                 | -               | -               |                    | -                  | -                  | ?      | 6      |
| Totale Bogliasco | Totale Bogliasco | Totale Bogliasco | ?          | 27         |                 | -               | -               |                    | -                  | -                  | ?      | 27     |
| 2009-2010        | Chiavari         | A2               | ?          | 19         |                 | -               | -               |                    | -                  | -                  | ?      | 19     |
| Totale Chiavari  | Totale Chiavari  | Totale Chiavari  | ?          | 69         |                 | -               | -               |                    | -                  | -                  | ?      | 69     |
| 2010-2011        | Imperia          | A1               | 22         | 26         |                 | -               | -               |                    | -                  | -                  | 22     | 26     |
| 2011-2012        | Sori             | A2               | 0          | 0          |                 | -               | -               |                    | -                  | -                  | 0      | 0      |

## Giornalismo

### Il Secolo XIX
Laureato in Scienze Internazionali e Diplomatiche all'Università di Genova, dal 2011 ha collaborato per due anni con il quotidiano Il Secolo XIX, diretto da Umberto La Rocca. Muove i suoi primi passi nella redazione del primo, e più importante, quotidiano regionale grazie a uno stage universitario. Da quel momento in poi firma costantemente articoli di cultura, cronaca locale e sportiva, raccontando anche fatti ed eventi di importanza nazionale come l'alluvione del 4 novembre 2011, la tragedia del Molo Giano nel Porto di Genova, o lo speciale su Rino Gaetano.

### Telegenova
Si avvicina al mondo televisivo quando Guido Martinelli lo invita - proprio negli studi di Telegenova in piazza Piccapietra - come ospite alle trasmissioni di "Pallanuotando" e "Liguria Sport Magazine". Fa parte della redazione sportiva della prima televisione genovese dal 2011, firmando - da inviato - servizi di caratura nazionale come la promozione della Sampdoria in serie A a Varese o il salone dell'Auto di Ginevra.

### History, BBC
Dal 2012, invece, con l'articolo "Vasilij Grigor'evič Zajcev, il cecchino di Stalingrado", ha iniziato a collaborare con History Italia, la rivista storica della BBC, occupandosi anche della vicenda di Joe Petrosino e della Mano Nera all'inizio del 900.

### Corriere Mercantile
Dal 1º ottobre 2013 rescinde il contratto con Il Secolo XIX ed entra a far parte della redazione sportiva de Il Corriere Mercantile.

### Pro Recco Waterpolo 1913
Dal 1º settembre 2014 ricopre il ruolo di Responsabile Ufficio Stampa dell'Associazione Sportiva Pro Recco: uno dei club sportivi più titolati al mondo con 28 Scudetti, 7 Coppe dei Campioni, 9 Coppe Italia, 5 Supercoppe Len, 1 Coppa di Lega Adriatica per quanto riguarda il settore maschile e 1 Scudetto, 1 Coppa Campioni e una Supercoppa Europea con la squadra femminile.

## Opere
- 2022 – Fantagenova, Erga Edizioni
- 2022 – Mia zia non è Bocca di Rosa, All Around